# 罗瑞塔教堂

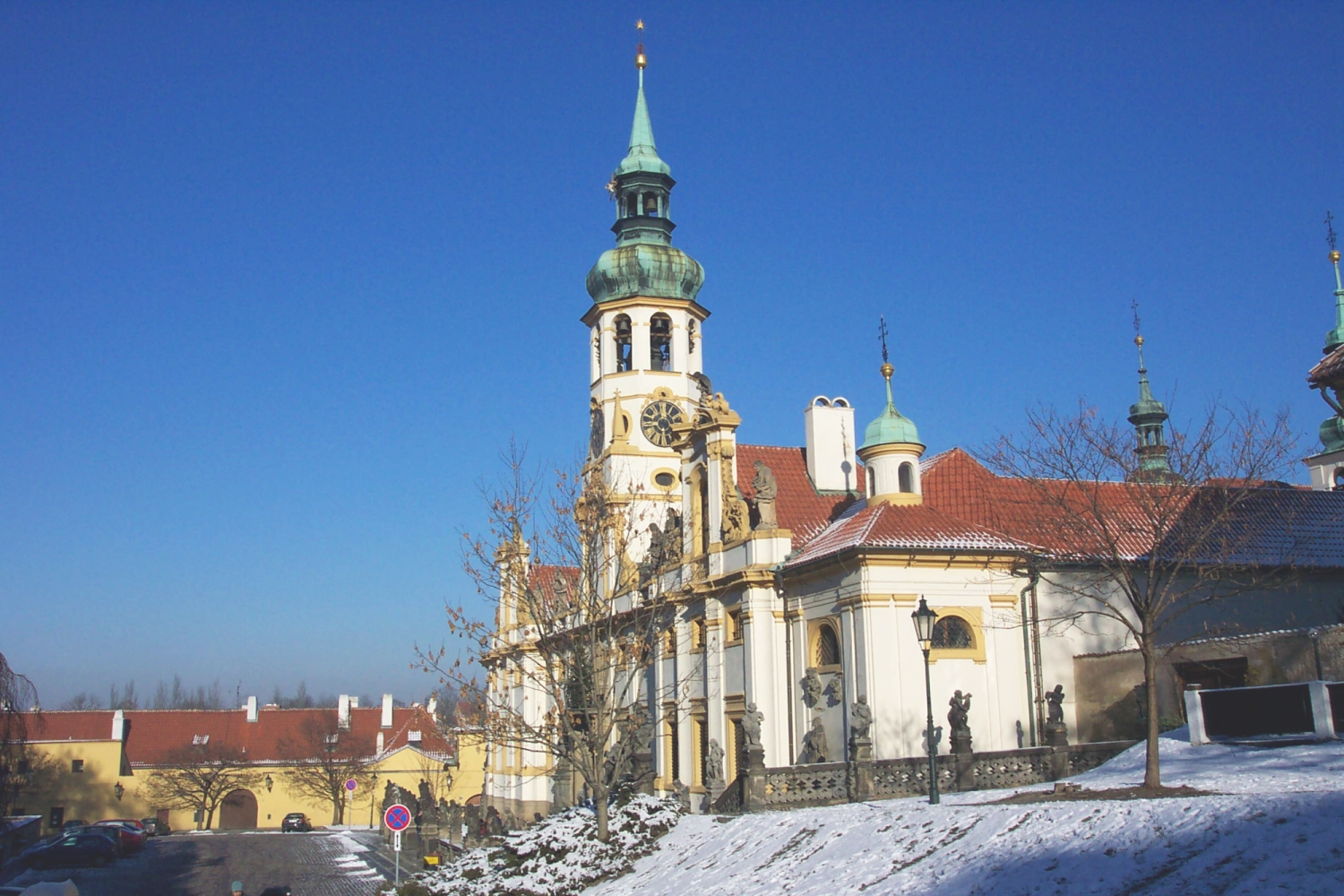
罗瑞塔教堂，罗瑞塔广场

罗瑞塔教堂（Loreta）是一个大型的天主教朝圣地，位于捷克布拉格的城堡区。它包括圣诞教堂、Holy Hut 和钟楼。
工程开始于1626年，由Lobkowitz家族的贵妇人资助，建筑师是意大利人Giovanno Orsi；Holy Hut 在1631年3月25日祝圣。
立面为巴洛克风格，由建筑师Christoph Dientzenhofer 和Kilian Ignaz Dientzenhofer设计于18世纪初。
该教堂以钟乐著称，始于1695年8月15日。它是钟表匠彼得·诺伊曼的作品，包括27个大小不同的钟。
毗邻的罗瑞塔广场（Loretánské náměstí）因此教堂而得名。